# Progresivní strana (Izrael)

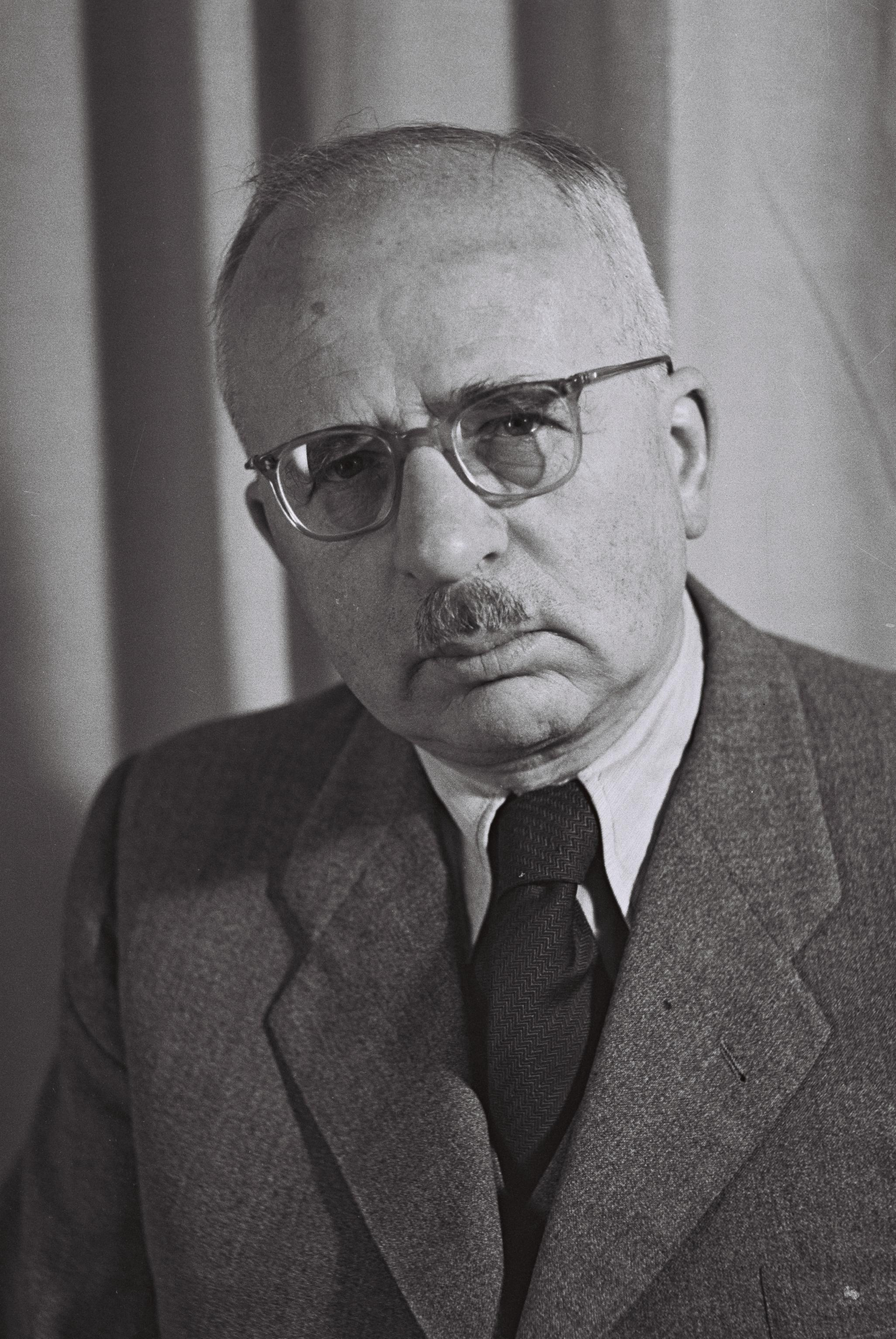
Předseda Progresivní strany Pinchas Rosen

Progresivní strana (hebrejsky מפלגה פרוגרסיבית‎, Miflaga Progresivit) byla liberálně-progresivní izraelská politická strana.

## Historie
Většina zakladatelů Progresivní strany byli členové předstátních uskupení a stran Nová alija a ha-Oved ha-Cijoni. Nově vzniklá strana pak seskupovala převážně židovské imigranty ze střední Evropy. V prvních parlamentních volbách v roce 1949 získala pět poslaneckých mandátů, které si mezi sebe rozdělili Idov Kohen, Ješajahu Forder, Avraham Granot, Jizhar Harari a Pinchas Rosen. Následně se stala součástí koaliční vlády premiéra Davida Ben Guriona a podílela se na vládách jak v prvním, tak i v druhém Knesetu.
V následujících volbách v roce 1951 získala o jeden poslanecký mandát a bezprostředně po voleb nebyla přizvána do vládní koalice. To se však změnilo během funkčního období Knesetu, kdy Progresivní strana nahradila religiózní strany Agudat Jisra'el a Poalej Agudat Jisra'el, které z vlády odešly v důsledku nesplněných náboženských požadavků. Strana se rovněž podílela i na následující vládě (celkem se během funkčního období tohoto Knesetu vystřídaly čtyři vlády), kterou vytvořil Moše Šaret po Ben Gurionově rezignaci. Ta nakonec padla v důsledku hlasování o důvěře vlády kvůli případu Rudolfa Kastnera, v němž hlasování odmítli zdržet Všeobecní sionisté. Do následující vlády již Šaret ani Všeobecné sionisty, ani Progresivní stranu nezařadil.
Poslední vláda druhého Knesetu však neměla dlouhého trvání a ve volbách v roce 1955 se Progresivní strana dostala na počet mandátů získaný v prvních volbách – tedy 5. Zároveň se podílela na obou vládách (tj. v pořadí sedmé a osmé) vedených navrátivším Ben Gurionem. V následujících volbách v roce 1959 strana získala šest mandátů a Ben Gurion ji opět přizval do své koaliční vlády. Během funkčního období Knesetu se strana 8. května 1961 sloučila s Všeobecnými sionisty, čímž vznikl nový politický subjekt – Liberální strana. Ještě téhož roku padla vlády, když v důsledku Lavonovy aféry strany Cherut a Všeobecní sionisté vyvolali hlasování o důvěře vládě.
Ve volbách, které se konaly v srpnu 1961 se Liberální strana stala třetí nejsilnější stranou Knesetu, avšak nebyla přizvána do vlády. Během funkčního období se většina Liberální strany sloučila s Cherutem, čímž vzniklo uskupení Gachal (ze které se později stal Likud). Ne všichni poslanci Liberální strany však byli pro sloučení. Zastánci sloučení pocházeli převážně od Všeobecných sionistů, zatímco někdejší členové Progresivní strany se sloučením nesouhlasili. Svůj nesouhlas nakonec vyjádřili založením nové politické strany Nezávislí liberálové.
Strana vydávala deník Zmanim.